# Aartsbisdom Diamantina

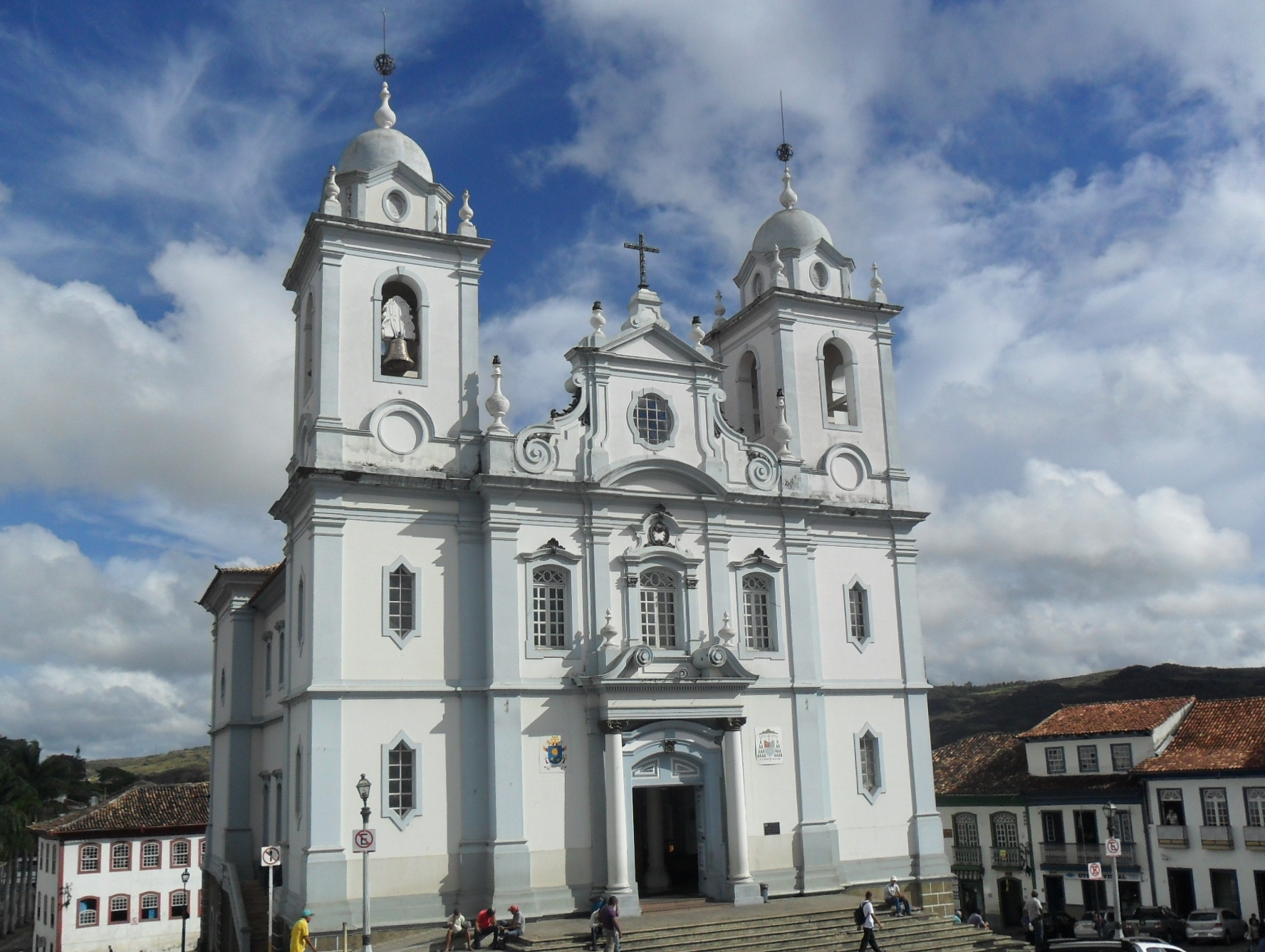
Kathedraal van Diamantina

Het aartsbisdom Diamantina (Latijn: Archidioecesis Adamantina; Portugees: Arquidiocese de Diamantina) is een in Brazilië gelegen rooms-katholiek aartsbisdom met zetel in Diamantina. Het aartsbisdom is onderverdeeld in 1 decanaat en omvat 50 parochies. Het grondgebied van aartsbisdom Diamantina omvat 34 gemeentes in de Braziliaanse staat Minas Gerais.

## Geschiedenis
Het aartsbisdom Diamantina werd opgericht als bisdom op 6 juni 1854 met de bul Gravissimum sollicitudinis van paus Pius IX uit het grondgebied van het bisdom Mariana. In 1910 en 1913 verloor het bisdom Diamantina delen van haar grondgebied aan de oprichting van respectievelijk de nieuwe bisdommen Montes Claros en Araçuaí. Op 28 juni 1917 werd het bisdom Diamantina door paus Benedictus XV verheven tot metropolitaanse aartsbisdom. Later verloor het aartsbisdom Diamantina nogmaals grondgebied aan zes opgerichte bisdommen.